# 西南愛丁堡 (英國國會選區)
西南愛丁堡（英語：Edinburgh South West）是英國國會一自治市選區，位於蘇格蘭首府愛丁堡西南部。選區創設於2005年。
本選區創始以來的當區議員為工黨的戴理德。2010年大選中以42.8%選票當選連任。之後於2015年起由蘇格蘭民族黨取得。